# Hilde Louise Asbjørnsen

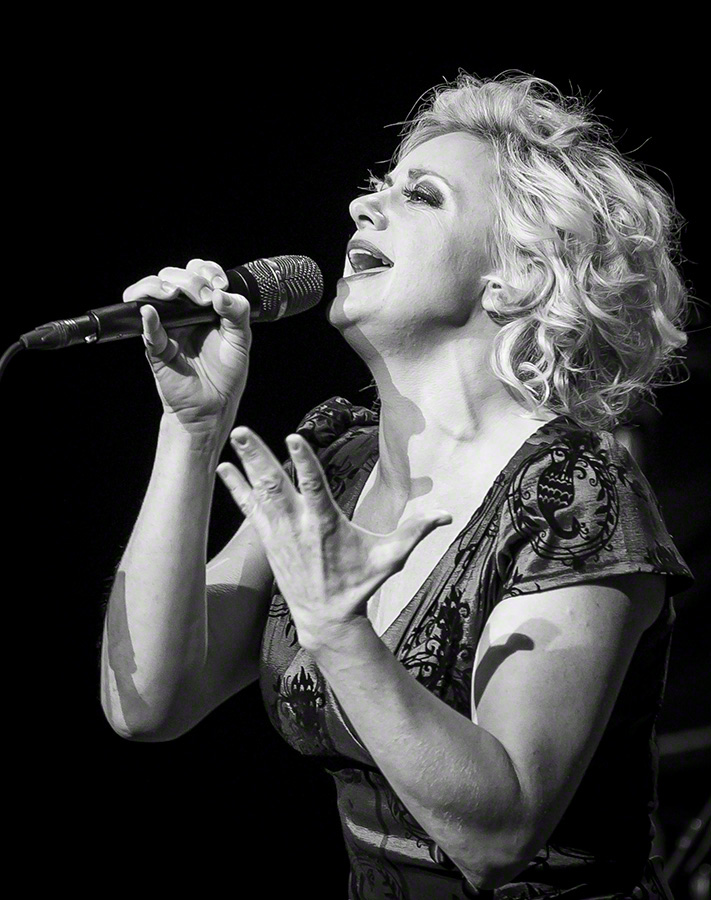
Hilde Louise Asbjørnsen (2016)

Hilde Louise Asbjørnsen (* 3. Juni 1976 in Sykkylven) ist eine norwegische Jazzsängerin, Songwriterin, Autorin und Schauspielerin.

## Leben und Wirken
Asbjørnsen stammt aus einer künstlerischen Familie; ihr Vater ist Möbeldesigner. Sie erhielt Klavierunterricht und sang im Gospelchor. 1966 zog sie nach Oslo, um bis zum Bachelor-Abschluss 2001 an der Universität Oslo Theaterwissenschaften zu studieren. Während ihres Studiums wirkte sie im Studententheater mit, wo sie Lene Kongsvik Johansen kennenlernte. Gemeinsam gründeten sie das Kabarett-Duo Asbjørnsen & Joh., das zwischen 2000 und 2008 verschiedene Programme aufführte.
Asbjørnsen begann 2000, eigene Songs zu schreiben. Als Sängerin veröffentlichte sie zwölf Alben unter eigenem Namen und unternahm zahlreiche Tourneen. Begleitet wurde sie dabei zumeist durch ihr Hilde Louise Orchestra, bestehend aus Per Husby bzw. aktuell Anders Aarum (Klavier), Svein Erik Martinsen Ånestad (Gitarre), Jens Fossum (Bass) und Hermund Nygård (Schlagzeug), teilweise erweitert um Atle Nymo (Saxophon) und Kåre Nymark (Trompete). Ihr Album No vil eg vake med deg ist Monica Zetterlund gewidmet und von Georg Wadenius produziert. Auf ihrem Live-Album A Swing of Its Own, wo sie vom großformatigen Kaba Orchestra begleitet wird, interpretiert sie ihre eigenen Lieder im Swingstil.
Asbjørnsen war außerdem Produktionsleiterin von God kveld, Borge!, Sjel og Showtime und Ett glass til und gründete 2008 ihre eigene Produktionsfirma Sweet Morning Music. Ihre Solo-Kabarettshow The Lulu Show über Finanzen und die Weltverschuldung führte sie zwischen 2015 und 2017 in Norwegen und in Edinburgh auf. 2021 veröffentlichte Asbjørnsen als Autorin das Buch Stardust, eine Hommage an acht der größten Künstlerinnen der Geschichte; unter demselben Titel war sie in Norwegen auch in einer Bühnenshow unterwegs. Weiterhin war sie als Synchronsprecherin und als Filmdarstellerin in kleinen Rollen tätig.

## Preise und Auszeichnungen
Für ihren Einsatz The Producers am Oslo Nye Teater wurde Asbjørnsen 2011 mit dem Komiprisen in der Kategorie „Beste Künstlerin/Revue und Comedy“ ausgezeichnet. 2014 erhielt sie den Gammleng-Preis in der offenen Kategorie. 2016 folgte der Komiprisen als „weibliche Bühnenkomödiantin des Jahres“.

## Diskographische Hinweise
- 2004: Eleven Nights and Two Early Mornings (Bonnier Amigo Music)
- 2005: Birdie Blues (UpNorth Discs)
- 2006: No vil eg vake med deg (UpNorth Discs)
- 2008: Sound Your Horn (Sweet Morning Records)
- 2010: Never Ever Going Back (Sweet Morning Records)
- 2011: Divin’ at the Oceansound (Sweet Morning Music/Grappa)
- 2012: Månesjuk (Sweet Morning Music/Grappa)
- 2013: Round About Christmas (Sweet Morning Music)
- 2014: Sweet Morning Music (Sweet Morning Music/Grappa)
- 2015: Don't Stay for Breakfast (Grappa)
- 2019: Red Lips, Knuckles and Bones (Ozella)[6]
- 2023: A Swing of Its Own (Ozella, mit dem Kaba Orchestra)